# Bulnesia foliosa
Bulnesia foliosa là một loài thực vật có hoa trong họ Zygophyllaceae. Loài này được Griseb. miêu tả khoa học đầu tiên năm 1874.